# 731年
| 千纪： | 1千纪                                                                                           |
| 世纪： | 7世纪 \| 8世纪 \| 9世纪                                                                         |
| 年代： | 700年代 \| 710年代 \| 720年代 \| 730年代 \| 740年代 \| 750年代 \| 760年代                       |
| 年份： | 726年 \| 727年 \| 728年 \| 729年 \| 730年 \| 731年 \| 732年 \| 733年 \| 734年 \| 735年 \| 736年 |
| 纪年： | 辛未年（羊年）；唐（新罗）开元十九年；日本天平三年；渤海国仁安十二年                            |

## 大事记
- 後突厥可汗闕特勤死，唐朝派專使弔唁，並派畫師協助突厥立碑。

## 出生
- 大伴弟麻呂：倭國奈良時代有史紀錄的首任征（蝦）夷大將軍

## 逝世
- 闕特勤，后东突厥创立者骨咄禄之子，毗伽可汗之弟。